# Hervormde kerk (Terzool)
De Hervormde kerk is een kerkgebouw in Terzool in de Nederlandse provincie Friesland.

## Beschrijving
De middeleeuwse zaalkerk (15e eeuw?) met spitsboogvensters heeft een driezijdig gesloten koor. In 1838 is de kerk ommetseld. Aan de westzijde een zadeldaktoren uit de 14e eeuw van twee geledingen. De kerk is een rijksmonument.

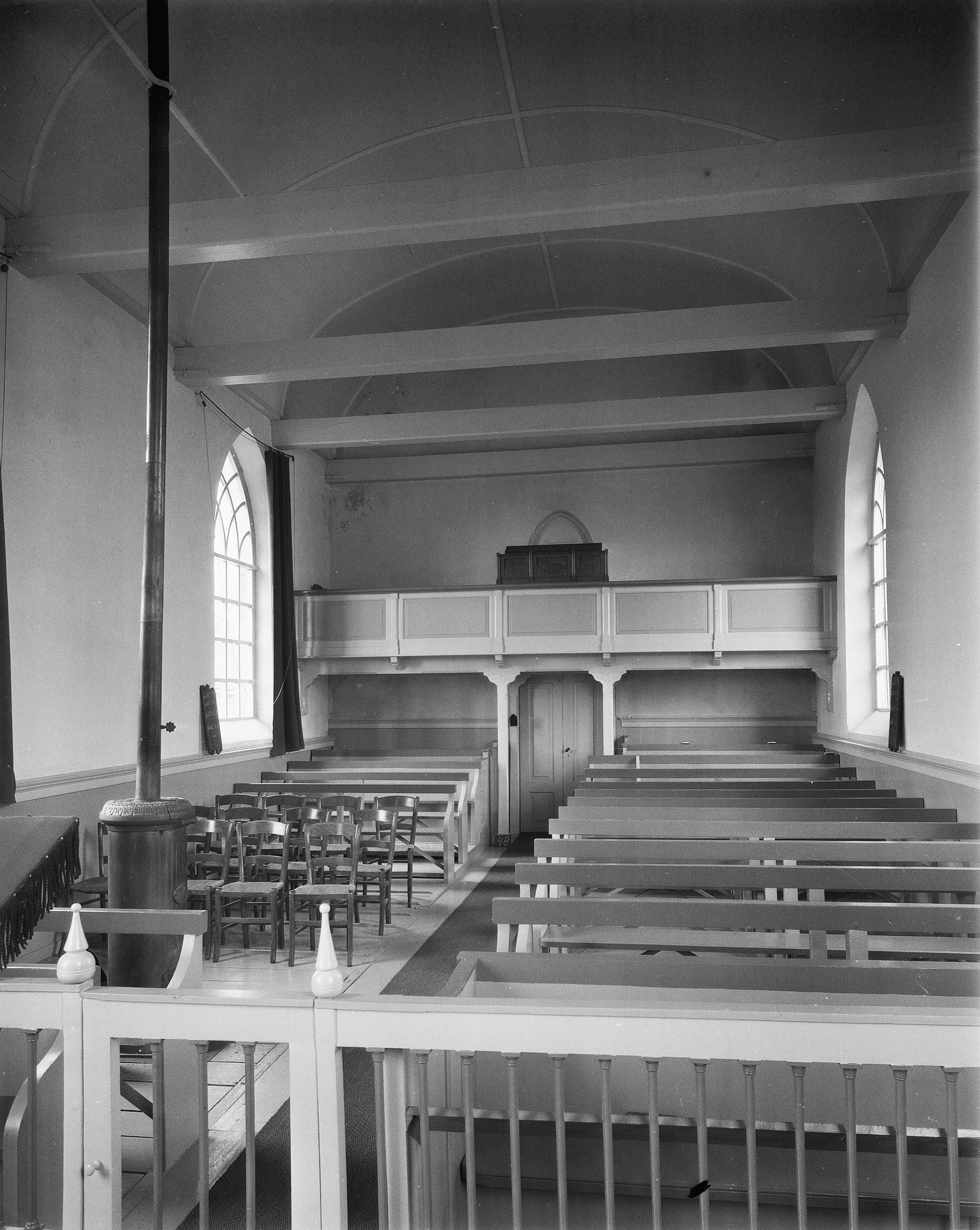
Interieur in 1959
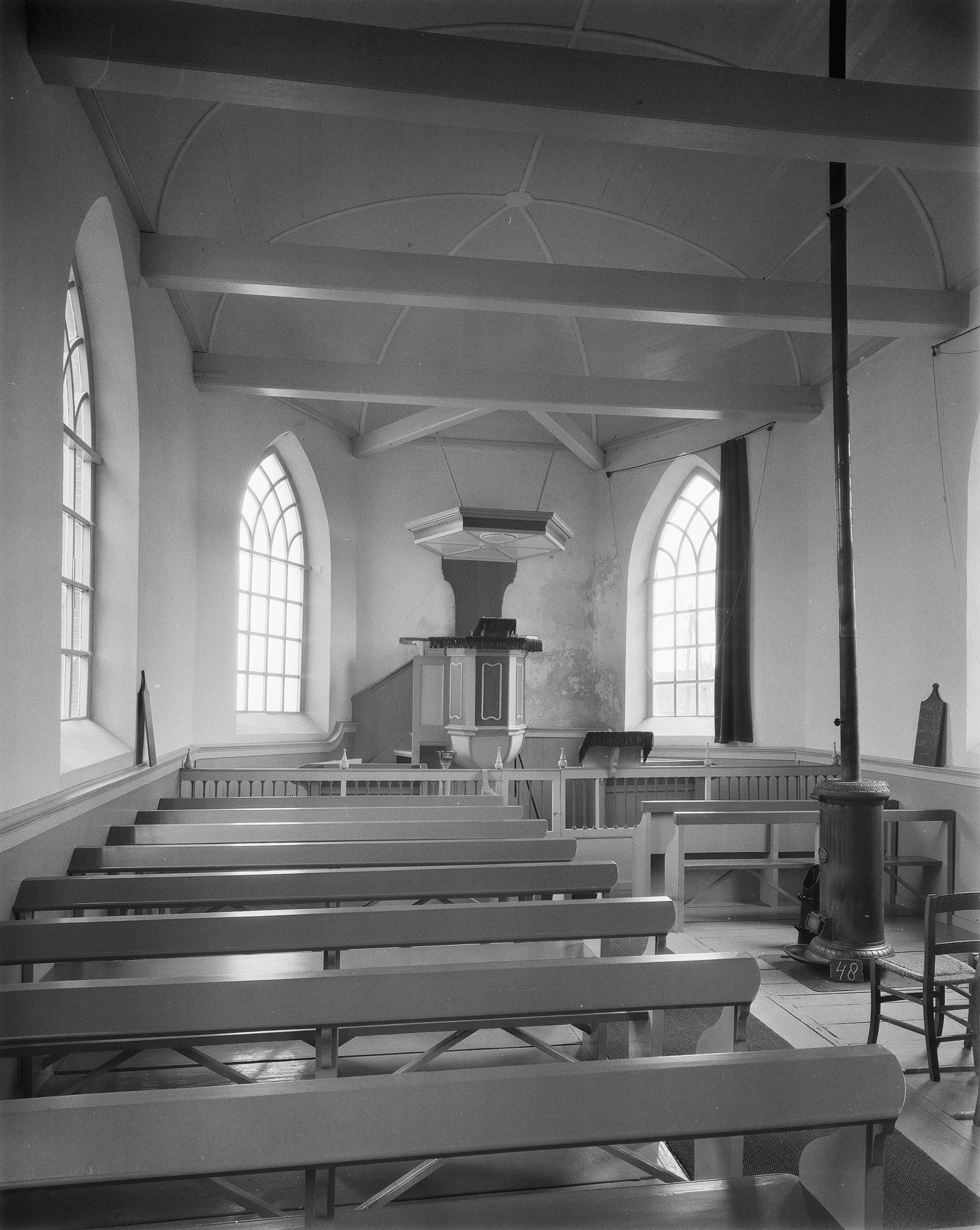
Interieur met preekstoel